# Als de kraanvogels overvliegen
Als de kraanvogels overvliegen (Russisch: Летят журавли, Letjat zjoeravli, ook wel bekend onder de Engelse titel The Cranes Are Flying) is een Russisch romantisch oorlogsdrama uit 1957 onder regie van Michail Kalatozov. De film won de Gouden Palm op het Filmfestival van Cannes 1958, waar ook actrice Tatjana Samojlova (Veronika) een eervolle vermelding kreeg. Letjat zjoeravli werd daarnaast genomineerd voor de BAFTA Awards voor beste film en beste buitenlandse actrice (Samojlova).

## Plot
De film draait ogenschijnlijk voornamelijk rond de verwikkelingen in een familie. Het hoofd van de familie, Fjodor Ivanovitsj, is arts en woont in een huis met zijn moeder, zijn zoon Boris, dochter Irina en neef Mark. Boris' verloofde, Veronika (bijgenaamd: Belka 'eekhoorntje') is echter het personage om wie de film echt draait.
Als de Grote Vaderlandse Oorlog begint, gaat Boris gaat vrijwillig het leger in, tegen de zin van Veronika. Hij trekt richting front en sneuvelt al snel in een moeras, daarmee het leven van een kameraad reddend. Hij wordt echter als vermist opgegeven, waardoor zowel Veronika als zijn familie in het ongewisse blijven over zijn lot.
Dan begint de Blitzkrieg en Moskou wordt hevig gebombardeerd. Tijdens een aanval verlaat Veronika het huis waar haar ouders wonen. Bij haar terugkomst vindt ze het huis gebombardeerd. Zij is haar ouders verloren. Fjodor Ivanovitsj neemt Veronika op in zijn familie. Mark, die al langer een oogje op haar heeft, moet haar van zijn oom gezelschap houden om haar moreel te steunen. Zij raakt steeds meer gedesillusioneerd omdat er geen brieven van het front meer komen. Mark is verliefd op haar maar zij gaat niet op zijn avances in omdat zij op Boris wacht. Dan, tijdens een bombardement, weigert Veronika naar de schuilkelders te gaan en blijft zij alleen met Mark achter. In de daaropvolgende scene wordt gesuggereerd dat Mark Veronika verkracht. Uit schaamte voelt zij zich genoodzaakt om te trouwen. De rest van de familie vindt dat zij Boris heeft verraden. Dit maakt Veronika's wroeging er alleen nog maar groter op.
Dan wordt de familie verder naar het oosten geplaatst om aan de Duitse bommen te ontsnappen. Fjodor Ivanovitsj, Irina en Veronika werken in een militair hospitaal, terwijl Mark feestviert en muziek maakt. Het is overduidelijk een ongelukkig huwelijk.
Kort daarna komt Fjodor Ivanovitsj erachter dat Mark zich buiten militaire dienst heeft weten te houden door uit het ziekenhuis gestolen medicijnen aan een officier als smeergeld te betalen. Hij realiseert zich dat Mark niet alleen zijn land, maar ook de hele familie heeft verraden en Veronika heeft misbruikt. Mark wordt subiet het huis uitgezet, Veronika mag blijven ondanks haar "verraad" van Boris.
Aan het einde van de oorlog gaat de man die door Boris gered is naar de familie toe om het nieuws van diens dood te vertellen. Veronika weigert het dan nog steeds te geloven. De film eindigt met een speech van Boris' vriend Stepan: degenen die in de oorlog omkwamen mogen nooit vergeten worden, maar vrede dient gehandhaafd te worden.

## Rolverdeling
| Acteur                 | Personage         |
| ---------------------- | ----------------- |
| Tatjana Samojlova      | Veronika          |
| Aleksej Batalov        | Boris             |
| Vasili Merkoerjev      | Fjodor Ivanovitsj |
| Aleksandr Sjvorin      | Mark              |
| Svetlana Charitonova   | Irina             |
| Konstantin Nikitin     | Volodja           |
| Valentin Zoebkov       | Stepan            |
| Antonina Bogdanova     | Grootmoeder       |
| Boris Kokovkin         | Tjernov           |
| Jekaterina Koeprianova | Anna Michajlovna  |

## Ontvangst
De regisseur profiteerde van het mildere artistieke klimaat dat ontstaan was na de dood van Stalin in 1953. Moderne expressionistische montagetechnieken, gebaseerd op onder andere Eisenstein, waren tijdelijk weer toegestaan. De film verheerlijkt nergens oorlogsgeweld of overdreven vaderlandsliefde, maar richt zich in plaats daarvan louter op de persoonlijke drama's die oorlog met zich meebrengt.
De film kreeg in 1958 op het filmfestival van Cannes de belangrijkste prijs, de Gouden Palm.
Met de ogen van nu wordt Als de kraanvogels overvliegen beschouwd als een van de belangrijkste Sovjet-films uit de jaren 50. Het leidde tot andere relatief gewaagde boeken en films tijdens de dooi.